# Schultzberg
Schultzberg är en gammal prästsläkt från Skultuna. Barnen till kyrkoherden i Malma Olaus Magni Schult (född 1635 i Skultuna – död 12/12 1703 i Malma) och dennes hustru Brita Pontelia var de första som kallade sig för Schultzberg. Deras ättlingar har i sin tur gift sig in i flera andra prästsläkter.
Olaus Magni Schult och Brita Pontelias barn var:
1. Olaus Olai Schultzberg (1679-1750) gm Maria Tillaea, dotter till kyrkoherde Johannes Tillæ av släkten Tillæus och Maria Fahlander född i släkten Fahlander. Han blev kyrkoherde i Sundborn.
2. Malin Schultzberg (1662-1662)
3. Anna Schultzberg (1664-) gm 1:o ryttaren Ivar Hoff, 2:o borgaren David Jönsson.
4. Petrus Olai Schultzberg (1666-1728) gm 1:o Catharina Biurbeck, 2:o Regina Börstell. Han blev kyrkoherde i Malma.
5. Sara Schultzberg (1669-1737) gm komministern i Malma Andreas P. Toltonius.
6. Magdalena Schultzberg (1671-1707) gm kyrkoherden i Västervåla Christopher Erici Schilling.
7. Johannes Schultzberg (1673-1673)
8. Widichinnus Olai Schultzberg (1674-1724) gm Maria Praternia. Han blev komminister i Svedvi.
9. Brita Schultzberg (1677-1678)
10. Jonna Schultzberg (1991- )
11. André Schultzberg (1997- )